# Ministerstwo Budownictwa, Mieszkalnictwa i Sektora Użyteczności Publicznej Federacji Rosyjskiej
Ministerstwo Budownictwa, Mieszkalnictwa i Sektora Użyteczności Publicznej Federacji Rosyjskiej (ros. Министерство строительства и жилищно-коммунального хозяйства Российской Федерации) – federalny organ władzy wykonawczej w Federacji Rosyjskiej odpowiedzialny za opracowanie i wdrażanie polityki państwa oraz regulacje prawne w dziedzinie budownictwa, architektury, rozwoju miast, mieszkalnictwa i usług komunalnych, świadczy usługi publiczne i zarządza majątkiem państwowym w tym obszarze.
Dekret o utworzeniu Ministerstwa Budownictwa, Mieszkalnictwa i Sektora Użyteczności Publicznej Federacji Rosyjskiej został podpisany 1 listopada 2013 przez Prezydenta Federacji Rosyjskiej. Siedziba ministerstwa mieści się w Moskwie, na ulicy Sadowaja-Samotiecznaja 10/23.